# Lois Lane
Lois Lane este un personaj de benzi desenate americane publicate de DC Comics. Creată de scriitorul Jerry Siegel și artistul Joe Shuster, și-a făcut debutul în revista Action Comics #1 (datată iunie 1938). 
Lois este o jurnalistă distinsă a ziarului Daily Planet din Metropolis, și principalul interes amoros al supereroului Superman, și al alter ego-ului său, Clark Kent. În continuitatea DC, ea este, de asemenea, soția lui și mama fiului lor, Jon Kent, cel mai nou Superboy din Universul DC.
Aspectul fizic al lui Lois s-a bazat inițial pe Joanne Carter, un model angajat de Joe Shuster. Pentru caracterul ei, Jerry Siegel s-a inspirat din poveștile reporterei fictive Torchy Blane, interpretată de Glenda Farrell. Lois Lane a fost numită după actrița de Broadway Lola Lane.
Lois a apărut în diverse adaptări mediatice, și se numără printre cele mai cunoscute personaje feminine din benzile desenate. Actrița Noel Neill a interpretat-o pentru prima dată pe Lois Lane în seria de filme Superman din anii 1940, iar mai târziu și-a reluat rolul în serialul de televiziune Adventures of Superman din anii 1950, înlocuind-o pe Phyllis Coates din sezonul doi. Margot Kidder a interpretat personajul în patru filme Superman în anii 1970 și 1980, Kate Bosworth în filmul Superman Returns din 2006, iar Amy Adams în DC Extended Universe. Teri Hatcher a interpretat-o pe Lois în serialul de televiziune Lois și Clark din anii 1990, iar Erica Durance în serialul Smallville din anii 2000.

## Caracterizare

### Epoca de Aur

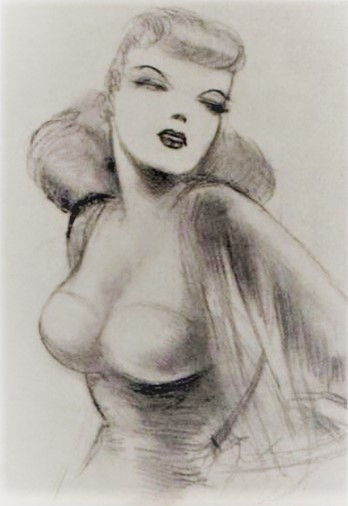
Schiță timpurie a lui Lois Lane de Joe Shuster

În benzile desenate din Epoca de Aur, Lois era o reporteră tenace, cu o carieră bine pusă la punct, care lucra pentru Daily Star (numele ziarului a fost schimbat în Daily Planet în Action Comics #23, în 1940). După ce Clark Kent s-a alăturat ziarului, iar Superman și-a început faptele mărețe, Lois s-a trezit atrasă de supererou, dar nemulțumită de noua ei concurență jurnalistică sub forma lui Kent.
Încă din anii 1940, Lois a început să suspecteze că jurnalistul Clark Kent este Superman, plănuind diverse metode a-i descoperi identitatea secretă, toate acestea eșuând din cauza eforturilor lui Superman. Prima astfel de poveste apare în Superman #17 (iulie-august 1942). Această temă a devenit deosebit de pronunțată în benzile desenate din anii 1950 și 1960 din Epoca de Argint.

### Epoca de Argint
Lois a devenit din ce în ce mai populară în anii 1950, și, după ce a apărut ca personaj principal în două numere din DC Comics' Showcase în 1957, DC a creat o serie continuă pentru Lois, intitulată Superman's Girl Friend, Lois Lane. Seria a avut 137 de numere, începând din aprilie 1958 până în octombrie 1974. Cele mai multe povești au avut ca punct de focus dragostea lui Lois pentru Superman. Desenele au fost realizate de artistul Kurt Schaffenberger. Interpretarea lui Schaffenberger asupra lui Lois a ajuns să fie citată de mulți ca fiind versiunea „definitivă” a tinerei, iar editorul DC, Mort Weisinger, i-a cerut artistului să redeseneze reprezentările lui Lois Lane ale altor artiști. Atât de multe povești o descriau pe Lois și căsătoria sa, încât coperta unui gigant de 80 de pagini din 1968 care reia mai multe astfel de povești, „All-Wedding Issue”, înrăma revista ca „prezentând planurile și visele lui Lois de a se căsători cu Superman!”.

## Publicații
Lois Lane și-a făcut debutul în Action Comics #1 (iunie 1938), prima poveste publicată despre Superman. Lois este fiica lui Ella și Sam Lane, fermieri dintr-un oraș numit Pittsdale. În benzile desenate moderne, Lois este prezentată ca o fostă soldat, născută la baza aeriană Ramstein, Lois fiind antrenată de tatăl ei, un general al armatei americane, în domenii precum lupta corp la corp și folosirea armelor de foc. Ea are o soră mai mică, Lucy Lane. Lois este jurnalistă la Daily Planet, fiind unul dintre cei mai buni reporteri de investigație la ziarul la care lucrează. În relatări ulterioare, Lois a obține superputeri și devine un supererou, unele dintre identitățile sale fiind Superwoman sau Red Tornado de pe Pământul 2.
Aspecte ale personalității lui Lois au variat de-a lungul anilor, în funcție de modul în care scriitorii de benzi desenate au tratat personajul, și de atitudinile sociale americane față de femei la acea vreme. În cele mai multe încarnări, ea este prezentată ca fiind o persoană independentă, inteligentă, hotărâtă și cu voință puternică. Aspectul ei fizic a variat de-a lungul anilor, în funcție fie de moda contemporană, fie de adaptările mediatice. În anii 1990, când serialul de televiziune Lois & Clark: The New Adventures of Superman a început să fie difuzat, Lois a primit o tunsoare care a făcut-o să semene mai mult cu actrița Teri Hatcher, iar ochii ei au fost de obicei violeți pentru a se potrivi cu personajul ei din Superman: The Animated Series. De la sfârșitul anilor 1980 până în anii 1990 a fost reprezentată cu părul castaniu în cărțile de benzi desenate.